# Murston
Murston – część miasta Sittingbourne, w Anglii, w hrabstwie Kent, w dystrykcie Swale. Leży 18 km na północny wschód od miasta Maidstone i 64 km na wschód od centrum Londynu. W 2015 miejscowość liczyła 6630 mieszkańców.